# روساليخو
بلدية روساليخو (بالإسبانية: Rosalejo)‏، هي بلدية تقع في مقاطعة قصرش والتي تقع في منطقة إكستريمادورا، غرب إسبانيا.
يبلغ عدد سكانها 1.706 نسمة وفقاً لإحصائية سنة (2002).